# Cho Young-jeung
Cho Young-jeung (* 18. August 1954 in Paju) ist ein ehemaliger südkoreanischer Fußballspieler und -trainer.

## Karriere

### Spieler

#### Verein
Nach seiner Zeit in der Mannschaft der Chung-Ang University wechselte Cho zur Saison 1977 zum Industrial Bank of Korea FC, wo er erst einmal nur für eine Saison zum Kader gehörte. Danach ging er für seinen Militärdienst leihweise zum Army FC über, wo er bis zum Ende der Folgesaison verblieb. Anschließend war er noch bis zur Sommer 1981 bei seinem Stammverein und schloss sich anschließend in den USA den Portland Timbers an. Nach dem Ende des Franchise im Jahr 1982 schloss er sich Anfang 1983 Chicago Sting an. Hier verblieb er noch einmal bis zum Ende der laufenden Saison.
Zur Saison 1984 kehrte er nochmal in sein Heimatland zurück und spielte hier bis zum Ende der Saison 1987 bei Lucky Goldstar, wonach er seine Karriere beendete.

#### Nationalmannschaft
Sein erstes bekanntes Spiel für die südkoreanische Nationalmannschaft war im Jahr 1975. Er wurde für den Kader bei der Weltmeisterschaft 1986 nominiert. Bei diesem Turnier wurde er in den Gruppenspielen gegen Bulgarien und Italien eingesetzt.

### Trainer
Bereits in seiner letzten Saison bei Lucky Goldstar als Spieler wirkte er schon nebenbei als Co-Trainer. Auf diesem Posten verblieb er auch noch bis Ende 1990. Anschließend führte er diese Position bei Ulsan Hyundai bis Ende November 1993 weiter aus. Daran anknüpfend wurde er zurück bei LG Cheftrainer und führte das Team bis November 1996.
Im Jahr 1999 war er nochmal Trainer der U-20-Nationalmannschaft von Südkorea.